# Saint-Diéry
Saint-Diéry es una comuna nueva francesa situada en el departamento de Puy-de-Dôme, de la región de Auvernia-Ródano-Alpes.

## Historia
Fue creada el 1 de enero de 2019, en aplicación de una resolución del prefecto de Puy-de-Dôme de 7 de diciembre de 2018 con la unión de las comunas de Creste y Saint-Diéry, pasando a estar el ayuntamiento en la antigua comuna de Saint-Diéry.

## Demografía
Según los datos aportados en la resolución del prefecto de Puy-de-Dôme, la comuna nueva se crea con 466 habitantes.

## Composición
| Comuna fusionada | Código INSEE | Población  | Superficie (km²) | Densidad (hab./km²) |
| ---------------- | ------------ | ---------- | ---------------- | ------------------- |
| Creste           | 63127        | 5 (2016)   | 4.36             | 11                  |
| Saint-Diéry      | 63335        | 519 (2018) | 19.75            | 26                  |